# Willa Ford
Willa Ford, nome d'arte di Amanda Lee Williford (Ruskin, 22 gennaio 1981), è una cantante statunitense.
Ha al suo attivo anche esperienze come attrice e personaggio televisivo.

## Carriera nella musica
Cresciuta in una fattoria della Florida, Willa Ford ha cominciato a cantare in pubblico a otto anni nel Tampa Bay Children's Choir. A undici anni è entrata in un coro giovanile femminile (Children's Performing Arts Troupe Entertainment Revue). A quindici anni, lasciato questo coro, è stata per un breve tempo in un quartetto chiamato FLA, prima di trasferirsi a Los Angeles.
Nel 1999 ha firmato per la casa discografica MCA e con il nome d'arte Mandah ha inciso la canzone Lullaby che faceva parte della colonna sonora per il primo film dei Pokémon. La sua notorietà è cresciuta per il legame con i Backstreet Boys, un legame musicale (le viene affidata l'apertura del concerto) e sentimentale (ha una relazione con un membro del gruppo, Nick Carter). La MCA le fa cambiare a questo punto il nome Mandah con quello, ricalcato sul suo cognome, di Willa Ford.
Mentre la MCA avrebbe voluto darle un'immagine di ragazza bella e tranquilla, Willa era più interessante a essere una “bad girl of pop” (ragazzaccia del pop). Si arrivò così al distacco. Willa fu quindi ingaggiata dalla Lava – Atlantic Records.
Nel 2001 uscì il suo primo album (Willa Was Here), la cui canzone di maggior successo aveva il programmatico titolo I Wanna Be Bad, diventata anche la musica per una pubblicità della 7 up. Willa ottenne anche un ingaggio per MTV.
Nel 2002 ha scritto e cantato Nastified insieme alla popstar coreana Park Ji-yoon.
Nel 2003 ha presentato la canzone A Toast to Men, cantata insieme alla rapper Lady May. La canzone avrebbe dovuto far parte di un album che, nelle intenzioni della cantautrice, avrebbe dovuto chiamarsi Porn Poetry. La casa discografica, però, aveva posto il veto, temendo che grandi distributori come Wal Mart avrebbero rifiutato di venderlo . Il nome fu modificato in Sexysexobsessive (titolo di una canzone dell'album), ma neppure così l'album, contenente testi piuttosto “forti”, fu pubblicato e Willa lasciò la casa discografica.
Si è anche esibita con il gruppo pop femminile The Pussycat Dolls.

## Altre attività

### Modella
Willa ha lavorato anche come modella. Ha anche posato nuda per Playboy (numero di marzo 2006) e per Maxim (gennaio 2007).

### Televisione e cinema
Ha partecipato nel 2005 al reality show Ultimate Fighter e nel 2006 a Dancing with the stars, programma – competizione della ABC assai popolare negli Stati Uniti. È stata anche ospite in diverse trasmissioni come il Jimmy Kimmel Live, Geraldo at Large ed altre.
È stata inoltre scelta per interpretare la modella Anna Nicole Smith in un film tv girato nel 2007 e che sarà trasmesso nel 2008. Sarà inoltre protagonista del film Impulse la cui uscita è prevista per il 2008.

### Lingerie football
Willa ha mostrato di possedere anche una certa preparazione atletica ed è stata scelta come giocatrice e capitana delle Dallas Desire nel torneo del 2006 della Lingerie Football League.

## Vita privata
Dal 1998 al 2001 ha avuto una relazione con Nick Carter del gruppo musicale Backstreet Boys. In seguito è stata con Chuck Liddell, già detentore del titolo Light Heavyweight della Ultimate Fighting Championship (arti marziali miste). Si è parlato anche di una storia con Maksim Chmerkovskiy, suo partner in "Dancing with the Stars".
Nell'agosto del 2007 ha sposato il giocatore di hockey su ghiaccio Mike Modano.

## Discografia
- Willa Was Here (2001)
  - I Wanna Be Bad (singolo, 2001)
  - Did Ya' Understand That (singolo, 2001)
  - Santa Baby (Gimme, Gimme, Gimme) (singolo, 2001)

(questi tre singoli sono canzoni incluse in Willa Was Here)
- A Toast to Men (singolo, 2004, con Lady May)

Dei singoli sopra indicati esistono anche i videoclip.

### Apparizioni in compilation
- 2001 - MTV: TRL Christmas

## Doppiatrici italiane
Nelle versioni in italiano delle opere in cui ha recitato, Willa Ford è stata doppiata da:
- Ilaria Stagni in Impulse - I sensi dell'inganno
- Alessia Amendola in The Glades
- Connie Bismuto in Venerdì 13
- Rossella Acerbo in Leverage - Consulenze illegali